# Цедры-Вельке (гмина)
Цедры-Вельке (пол. Cedry Wielkie) — сельская гмина (волость) в Польше, входит как административная единица в Гданьский повет, Поморское воеводство. Население — 6117 человек (на 2004 год).

## Демография
| Перепись                       | Всего   | Всего | Женщины | Женщины | Мужчины | Мужчины |
| ------------------------------ | ------- | ----- | ------- | ------- | ------- | ------- |
| Единицы                        | человек | %     | человек | %       | человек | %       |
| Население                      | 6117    | 100   | 3085    | 50,4    | 3032    | 49,6    |
| Плотность населения (чел./км²) | 49,2    | 49,2  | 24,8    | 24,8    | 24,4    | 24,4    |

## Соседние гмины
1. Гданьск
2. Гмина Осташево
3. Гмина Прущ-Гданьски
4. Гмина Стегна
5. Гмина Сухы-Домб